# Теория скрытых параметров
Теории скрытых параметров — в квантовой механике теории, предложенные для решения проблемы квантовомеханического измерения путём ввода гипотетических внутренних параметров, присущих измеряемым системам (например, частицам). Значения таких параметров не могут быть измерены экспериментально (в частности, они не влияют на собственные значения энергии системы), но определяют результат измерения других параметров системы, описываемых в квантовой механике волновыми функциями и/или векторами состояния.
Если бы скрытые параметры существовали и не оказывали никакого влияния на энергию и динамику системы, то они проявлялись бы в симметрии волновых функций. Уже существование тождественных частиц и сложных систем (например, наблюдение вращательного спектра молекул с двумя одинаковыми ядрами показывает, что их ядра совершенно тождественны) показывает, что такие скрытые параметры не могут привести к каким-либо наблюдаемым следствиям.
Выдвинуты различные типы теорий скрытых параметров. Исторически первой и наиболее известной из них является теория де Бройля — Бома. Появление этой теории стимулировало появление ряда модификаций теоремы Неймана.
Альберт Эйнштейн возражал против фундаментального вероятностного характера квантовой механики. Его известная фраза гласит: «Я убежден, что Бог не играет в кости». Эйнштейн, Подольский и Розен утверждали, что квантовая механика является неполным описанием реальности. Теорема Белла позже предположит, что невозможны локальные скрытые переменные (способ найти полное описание реальности) определённых типов либо что они развиваются нелокально. Известной нелокальной теорией является теория де Бройля — Бома.

## Предпосылки
Согласно копенгагенской интерпретации, квантовая механика является недетерминированной теорией, то есть, как правило, она не может с уверенностью предсказать результат какого-либо измерения. Вместо этого она указывает вероятности результатов измерений, которые ограничены принципом неопределенности. Возникает вопрос, существует ли скрытая за квантовой механикой какая-то более глубокая реальность, описываемая более фундаментальной теорией, которая всегда может с уверенностью предсказать результат каждого измерения: т.е. при известных точных свойствах каждой субатомной частицы, можно было бы точно смоделировать всю систему с помощью детерминированной физики, аналогичной классической физике.
Другими словами, можно предположить, что стандартная интерпретация квантовой механики является неполным описанием природы. Обозначение параметров как нижележащих "скрытых" параметров зависит от уровня физического описания (например, "если газ описывается с точки зрения температуры, давления и объема, то скорости отдельных атомов в газе будут скрытыми параметрами"). Физики, поддерживающие теорию де Бройля — Бома, утверждают, что в основе наблюдаемой вероятностной природы Вселенной лежит детерминистическая объективная основа (свойство) - скрытые параметры. Однако другие считают, что в квантовой механике нет никакой более глубокой детерминированной реальности.
Отсутствие своего рода реализма (понимаемого здесь как утверждение независимого существования и эволюции физических величин, таких как положение или импульс, без процесса измерения) имеет решающее значение в копенгагенской интерпретации. С другой стороны, реалистичные интерпретации (которые уже были в определенной степени включены в физику Фейнмана) предполагают, что частицы имеют определенные траектории. При таком взгляде эти траектории почти всегда будут непрерывными, что следует как из конечности воспринимаемой скорости света ("скачков" лучше избегать), так и, что более важно, из принципа наименьшего действия, как выводится в квантовой физике Дираком. Но непрерывное движение, в соответствии с математическим определением, подразумевает детерминированное движение для ряда временных параметров; и, таким образом, реализм в современной физике является еще одной причиной для поиска (по крайней мере, определенного ограниченного) детерминизма и, следовательно, теории скрытых параметров (особенно, что такая теория существует: см. Интерпретацию де Бройля – Бома ).
Хотя для физиков, ищущих теории скрытых параметров, изначально основной мотивацией был детерминизм. Недетерминированные теории, пытающиеся объяснить, как выглядит предполагаемая реальность, лежащая в основе формализма квантовой механики, также считаются теориями скрытых параметров; например стохастическая механика Эдварда Нельсона.

## "Бог не играет в кости"
В июне 1926 года Макс Борн опубликовал статью «Zur Quantenmechanik der Stoßvorgänge» ("Квантовая механика явлений столкновения") в научном журнале Zeitschrift für Physik, в которой он был первым, кто ясно изложил вероятностную интерпретацию квантовой волновой функции, которая ранее в том же году была представлена Эрвином Шредингером. Борн заключил статью следующим образом: 
 Здесь возникает вся проблема детерминизма. С точки зрения квантовой механики нет такой величины, которая в каждом отдельном случае казуально фиксирует последствия столкновения; но также экспериментально у нас пока нет оснований полагать, что существуют некоторые внутренние свойства атома, которые обусловливают определенный исход для столкновения. Должны ли мы надеяться позже обнаружить такие свойства ... и определить их в отдельных случаях? Или мы должны верить, что согласие теории и эксперимента - относительно невозможности предписания условий для причинной эволюции - является заранее установленной гармонией, основанной на несуществовании таких условий? Я сам склонен отказаться от детерминизма в мире атомов. Но это философский вопрос, для которого одни только физические аргументы решающими не являются. 
 Борновская интерпретация волновой функции была подвергнута критике Шредингером, который ранее пытался интерпретировать ее в реальных физических терминах, но ответ Альберта Эйнштейна стал одним из самых ранних и самых известных утверждений о том, что квантовая механика неполна: 
 Квантовая механика очень достойна внимания. Но внутренний голос говорит мне, что это пока еще не верный путь. Теория многое даёт, но вряд ли приближает нас к секретам Старого. Я в любом случае убежден, что Он не играет в кости. 
Нильс Бор отреагировал на более позднее высказывание Эйнштейна на эту же тему, посоветовав ему "перестать говорить Богу, что ему делать".

## Ранние варианты теорий скрытых параметров
Вскоре после того, как Эйнштейн сделал свой знаменитый комментарий "Бог не играет в кости", он попытался сформулировать детерминированное контрпредложение для квантовой механики, представив доклад на заседании Академии наук в Берлине 5 мая 1927 года под названием "Bestimmt Schrödinger's Wellenmechanik die Bewegung eines Systems vollständig oder nur im Sinne der Statistik?" ("Определяет ли волновая механика Шредингера движение системы полностью или только в статистическом смысле?"). Однако, когда эта статья готовилась к публикации в журнале академии, Эйнштейн решил отозвать ее, возможно, потому, что обнаружил, что вопреки своему намерению это подразумевало несепарабельность запутанных систем, которую он считал абсурдом.
На Пятом Сольвеевском конгрессе, состоявшемся в Бельгии в октябре 1927 года, на котором присутствовали все ведущие физики-теоретики той эпохи, Луи де Бройль представил свою собственную версию детерминированной теории скрытых параметров, очевидно, не зная о неудачной попытке Эйнштейна в начале года. В его теории каждая частица имела связанную, скрытую "пилотную волну", которая служила для направления ее траектории в пространстве. Теория была предметом критики на Конгрессе, в частности, Вольфганга Паули, на который де Бройль не дал адекватного ответа. Де Бройль вскоре отказался от этой теории.

## Декларация полноты квантовой механики и спор Бора – Эйнштейна
Также на Пятом Сольвеевском конгрессе Макс Борн и Вернер Гейзенберг выступили с докладом, в котором кратко изложили последние теоретические разработки в области квантовой механики. В конце презентации они заявили: 
 Пока мы считаем ... квантово-механический подход к электромагнитному полю ... еще не законченным, мы считаем квантовую механику замкнутой теорией, фундаментальные физические и математические предпосылки которой более не подвержены какой-либо модификации.... По вопросу о 'корректности закона причинности' мы придерживаемся такого мнения: если учесть только эксперименты, которые лежат в области нашего текущего приобретенного физического и квантово-механического опыта, предположение об индетерминизме, принимаемое за основу, согласуется с опытом. 
 Хотя нет никаких свидетельств того, что Эйнштейн отреагировал на Борна и Гейзенберга во время технических сессий Пятого Сольвеевского конгресса, он поставил под сомнение полноту квантовой механики во время неформальных дискуссий, представив мысленный эксперимент, призванный продемонстрировать, что квантовая механика не может быть полностью верной. То же самое он сделал во время Шестого Сольвеевского конгресса, состоявшегося в 1930 году. Считается, что оба раза Нильс Бор успешно защитил квантовую механику, обнаружив ошибки в аргументах Эйнштейна.

## ЭПР-парадокс
Споры между Бором и Эйнштейном, по сути, завершились в 1935 году, когда Эйнштейн наконец озвучил то, что считается его лучшим аргументом против полноты квантовой механики. Эйнштейн, Подольский и Розен предложили свое определение "полного" описания как единственного, которое однозначно определяет значения всех его измеримых свойств. Позже Эйнштейн суммировал свои аргументы следующим образом: 
 Рассмотрим механическую систему, состоящую из двух подсистем A и B, которые взаимодействуют друг с другом только в течение ограниченного времени. Пусть дана функция ψ [т.е. волновая функция] до их взаимодействия. Тогда уравнение Шредингера даст ψ-функцию после взаимодействия. Давайте теперь выясним физическое состояние системы A путем измерений как можно более полно. Тогда квантовая механика позволяет нам определить ψ-функцию системы B из проведенных измерений и из ψ-функции полной системы. Это определение, однако, дает результат, который зависит от того, какие из физических величин (наблюдаемых) A были измерены (например, координаты или импульс). Поскольку после взаимодействия может быть только одно физическое состояние B, которое не должно зависеть от конкретного измерения, которое мы выполняем над системой А отдельно от Б, можно сделать вывод, что функция ψ не однозначно согласована с физическим состоянием. Эта координация нескольких функций ψ на то же физическое состояние системы В еще раз показывает, что функция ψ не может быть (полным) описанием физического состояния единой системы. 
 Бор ответил на вызов Эйнштейна следующим образом: 
 [Аргументация] Эйнштейна, Подольского и Розена содержит двусмысленность в отношении значения выражения "без какого-либо нарушения системы". ... На этом этапе [т. е., например, при измерении частицы, которая является частью запутанной пары], по существу, возникает вопрос о влиянии на те самые условия, которые определяют возможные типы предсказаний относительно будущего поведения системы. Поскольку эти условия представляют собой неотъемлемый элемент описания любого явления, к которому можно надлежащим образом присоединить термин "физическая реальность", мы видим, что аргументация упомянутых авторов не оправдывает их вывод о том, что квантово-механическое описание является по существу неполным". 
 Бор здесь решает определить "физическую реальность" как ограниченную феноменом, который сразу же можно наблюдать произвольно выбранной и явно определенной техникой, используя свое собственное специальное определение термина "феномен". Он написал в 1948 году: 
 В качестве более подходящего способа можно настойчиво отстаивать ограничение использования слова феномен для ссылки исключительно на наблюдения, полученные при определенных обстоятельствах, включая описание всего эксперимента. 
 Это, конечно, противоречило определению, используемому в работе Эйнштейна — Подольского — Розена, а именно: 
 Если без какого-либо нарушения системы мы можем с уверенностью предсказать (то есть с вероятностью, равной единице) значение физической величины, то существует элемент физической реальности, соответствующий этой физической величине. [Курсив в оригинале] 

## Теорема Белла
В 1964 году Джон Стюарт Белл в своей знаменитой теореме показал, что, если существуют локальные скрытые параметры, можно провести определенные эксперименты с квантовой запутанностью, в которых результат будет удовлетворять неравенству Белла. Если, с другой стороны, статистические корреляции, возникающие в результате квантовой запутанности, не могут быть объяснены локальными скрытыми параметрами, неравенство Белла будет нарушено. Другой теоремой запрета, касающейся теорий скрытых параметров, является теорема Кохена – Спекера .
Такие физики, как Ален Аспект и Пол Квиат, провели эксперименты, в которых были обнаружены нарушения этого неравенства вплоть до 242 стандартных отклонений (высокая достоверность). Это исключает локальные теории скрытых параметров, но не исключает нелокальные. Теоретически, могут быть экспериментальные проблемы, которые влияют на достоверность экспериментальных результатов.
Нобелевский лауреат Герард ’т Хоофт оспорил достоверность теоремы Белла на основе возможности супердетерминизма и предложил некоторые идеи для построения локальных детерминированных моделей.

## Теория скрытых параметров Бома
Принимая во внимание справедливость теоремы Белла, любая детерминированная теория скрытых параметров, которая согласуется с квантовой механикой, должна быть нелокальной, поддерживая существование мгновенных или сверхсветовых корреляций между физически разделенными объектами. Самая известная в настоящее время теория скрытых параметров, "причинная" интерпретация физика и философа Дэвида Бома, первоначально опубликованная в 1952 году, это нелокальная теория скрытых параметров. Бом неосознанно заново открыл (и расширил) идею, предложенную (и заброшенную) Луи де Бройлем в 1927 году, поэтому эту теорию обычно называют "теорией де Бройля — Бома". Бом предлагал рассматривать не только квантовую частицу, например, электрон, но и скрытую "направляющую волну", которая управляет его движением. Таким образом, в этой теории электроны являются совершенно определенно частицами — при проведении двухщелевого эксперимента его траектория проходит только через одну щель, а не через обе. Кроме того, пролетаемая щель выбирается не случайно, а управляется (скрытой) направляющей волной, в результате чего и наблюдается волновая картина. Поскольку место, откуда вылетают частицы в двухщелевом эксперименте, неизвестно, начальное положение частицы является скрытым параметром.
Такая точка зрения не противоречит идее локальных событий, которая используется как в классическом атомизме, так и в теории относительности, поскольку теория Бома (и квантовая механика) все еще локально причинна (то есть перемещение информации все еще ограничено скоростью света), но позволяет существовать нелокальным корреляциям. Это указывает на более целостную точку зрения, взаимопроникающий и взаимодействующий мир. Действительно, сам Бом подчеркивал целостный аспект квантовой теории в последние годы своей жизни, когда он заинтересовался идеями Джидду Кришнамурти.
В интерпретации Бома (нелокальный) квантовый потенциал представляет собой имплицитный (скрытый) порядок, который организует частицу и который сам может быть результатом еще одного имплицитного порядка: сверхпланового порядка, который образует поле. В настоящее время теория Бома считается одной из многих интерпретаций квантовой механики, которые дают реалистическую, а не просто позитивистскую, интерпретацию квантово-механическим вычислениям. Некоторые считают, что это самая простая теория для объяснения квантовых явлений. Тем не менее, она является теорией скрытых параметров. Основным справочником по теории Бома сегодня является его книга (совместно с Бэзилом Хейли), опубликованная посмертно.
Возможная слабость теории Бома заключается в том, что некоторые (в том числе Эйнштейн, Паули и Гейзенберг) считали, что она выглядит надуманной. (На самом деле, Бом думал, что это его первоначальная формулировка теории.) Она была специально разработана, чтобы давать предсказания, которые во всех деталях идентичны традиционной квантовой механике. Первоначальная цель Бома состояла не в том, чтобы сделать серьезное встречное предложение, а просто в том, чтобы продемонстрировать, что теории со скрытыми параметрами действительно возможны (таким образом, он сформулировал возражение на известное доказательство Джона фон Неймана, которое, как обычно полагают, демонстрирует, что невозможна никакая детерминированная теория, воспроизводящая статистические предсказания квантовой механики). Бом сказал, что считает его теорию неприемлемой как физическую теорию из-за  существования направляющей волны не в трехмерном пространстве, а в абстрактном многомерном конфигурационном пространстве. Он надеялся, что теория приведет к новому и приемлемому пониманию и экспериментам; его целью было не излагать детерминистическую, механическую точку зрения, а скорее показать, что можно приписать свойства нижележащей реальности, в отличие от традиционного подхода к квантовой механике.

## Последние разработки
В августе 2011 года Роджер Колбек и Ренато Реннер опубликовали доказательство того, что любое расширение квантово-механической теории, будь то использование скрытых параметров или нет, не может обеспечить более точный прогноз результатов, исходя из предположения, что наблюдатели могут свободно выбирать настройки измерения. Колбек и Реннер пишут: "В настоящей работе мы ... исключили возможность того, что любое расширение квантовой теории (необязательно в форме локальных скрытых параметров) может помочь предсказать результаты любого измерения любого квантового состояния. В этом смысле мы показываем следующее: в предположении, что параметры измерений можно свободно выбирать, квантовая теория действительно полна".
В январе 2013 года Джанкарло Жирарди и Раффаэле Романо описали модель, которая "при другом предположении о свободном выборе [...] нарушает [утверждение Колбека и Реннера] почти для всех состояний двухчастичной двухуровневой системы, возможным экспериментально проверяемым способом".